# 浦野文男
浦野 文男 (うらの ふみお、1943年 - ) は、日本の実業家。PENTAX代表取締役元社長。

## 人物
1943年に埼玉県に生まれる。埼玉県立熊谷高等学校を経て、東京大学工学部精密工学科卒業。UCLAエンジニアリング・デパートメント大学院留学。1968年旭光学工業株式会社(2002年にペンタックスに社名変更)入社。1989年取締役に就任。2000年に代表取締役社長に就任。M&A、他社とのライアンス、工場の統廃合等を実施し、収益性の向上と財務体質の改善を果たす。2007年HOYA顧問に就任。HOYAとの合併を目指すが、失敗に終わり社長を解任。日本カメラ財団評議員、TERARECON,INC.社外取締役、俯瞰工学研究所理事、オンコリスバイオファーマ社外取締役、SESA代表取締役会長、株式会社ジナリス社外取締役、(株)エクスキャリバー代表取締役、(株)アップドラフトコム社外取締役、AVRJapan(株)社外監査役。